# كارل هيدر
كارل هيدر (بالألمانية: Karl Heider)‏ (و. 1856 – 1935 م) هو عالم حيوانات، وأستاذ جامعي نمساوي، ولد في فيينا، كان عضوًا في الأكاديمية البروسية للعلوم، توفي عن عمر يناهز 79 عاماً.